# أوريون ميتكالف الحلاق
أوريون ميتكالف الحلاق (بالإنجليزية: Orion Metcalf Barber)‏ (و. 1857 – 1930 م) هو محام، وقاض، وسياسي من الولايات المتحدة الأمريكية .
وهو عضو في الحزب الجمهوري .